# Odznaka Świętego Floriana „Za Zasługi dla Społeczności Lokalnej”
Odznaka Świętego Floriana „Za Zasługi dla Społeczności Lokalnej” – polskie cywilne odznaczenie resortowe ustanowione 17 grudnia 2021, nadawane przez ministra spraw wewnętrznych strażakom OSP, w tym członkom młodzieżowej drużyny pożarniczej wyróżniającym się w podejmowaniu działań w celu ochrony życia, zdrowia, mienia lub środowiska.
Patronem krzyża jest Święty Florian.
Wśród polskich odznaczeń zajmuje miejsce za orderami, odznaczeniami państwowymi i wojskowymi.
Odznaczeniem wyższej rangi, nadawanym członkom OSP za wybitne osiągnięcia jest Krzyż Świętego Floriana, który jest odznaczeniem państwowym nadawanym przez Prezydenta RP.